# Текучи
Текучи (рум. Tecuci) град је у у источном делу Румуније, у историјској покрајини Молдавија. Текучи је други по важности град у округу Галац.
Текучи према последњем попису из 2002. има 42.094 становника.

## Географија
Град Текучи налази се у јужном делу Румунске Молдавије. Град је недалеко од реке Сирет у брежуљкастом делу земље. Од седишта округа, града Галацја, Текучи је удаљен око 80 km северозападно.

## Становништво
У односу на попис из 2002., број становника на попису из 2011. се смањио.
| 1966.  | 1977.  | 1992.  | 2002.  | 2011.  |
| ------ | ------ | ------ | ------ | ------ |
| 28.454 | 36.143 | 46.825 | 42.012 | 34.871 |

Румуни чине већину градског становништва, а од мањина присутни су само Роми. Пре Другог светског рата Јевреји су чинили значајан део градског становништва.

## Галерија
- Саборна црква